# Litoria mareku
Litoria mareku es una especie de anfibio anuro de la familia Pelodryadidae.

## Distribución geográfica
Esta especie es endémica del oeste de Nueva Guinea en Indonesia. Habita en la provincia de Papúa a 860 m de altitud en las montañas Wondiwoi en la península de Wandammen.

## Descripción
El holotipo macho mide 25.5 mm.

## Etimología
Esta especie lleva el nombre en honor a Genus Mareku, el coleccionista del holotipo de esta especie.

## Publicación original
- Günther, 2008 : Two new hylid frogs (Anura: Hylidae: Litoria) from western New Guinea. Vertebrate Zoology, Museum für Tierkunde Dresden, vol. 58, n.º 1, p. 83-92[5]